# سیارک ۱۴۴۶۳۳
سیارک ۱۴۴۶۳۳ (به انگلیسی: 144633 Georgecarroll، نامگذاری:2004FH80) صد و چهل و چهار هزار و ششصد و سی و سومین سیارک کشف شده‌است که در ۲۱ مارس ۲۰۰۴ کشف شد.